# Капикян, Ованес Саакович
Ованес Саакович Капикян (1894 год, село Гумиста, Сухумский округ, Кутаисская губерния, Российская империя — неизвестно, село Гумиста, Сухумский район, Абхазская АССР, Грузинская ССР) — бригадир колхоза имени Руставели Сухумского района, Абхазская АССР, Грузинская ССР. Герой Социалистического Труда (1950).

## Биография
Родился в 1894 году в крестьянской семье в селе Гумиста Сухумского округа.
С раннего возраста трудился в сельском хозяйстве. В послевоенное время возглавлял табаководческую бригаду в колхозе имени Руставели Сухумского района с центром в селе Гумиста.
В 1949 году бригада под его руководством собрала в среднем с каждого гектара по 18,5 центнера табачного листа сорта «Самсун № 27» с площади в 6,7 гектаров. Указом Президиума Верховного Совета СССР от 6 октября 1950 года удостоен звания Героя Социалистического Труда за «получение высоких урожаев табака в 1948 году» с вручением ордена Ленина и золотой медали «Серп и Молот» (№ 5605).
Этим же указом званием Героя Социалистического Труда были награждены председатель Романоз Данилович Джобава, труженики колхоза бригадиры Арут Киракосович Аведисян, Шота Фёдорович Джиджелава, звеньевые Дзагик Амбарцумовна Боджолян, Леван Спиридонович Джиджелава, Аревалус Давидовна Салуквадзе и Зварт Киракосовна Устьян.
После выхода на пенсию проживал в родном селе Гумиста. Дата смерти не установлена.